# Лакуна Уюни

Изображение лакуны Уюни, основанное на радиолокационном зондировании аппаратом Кассини (псевдоцвета).

Лакуна Уюни (англ. Uyuni Lacuna) — лакуна, находящаяся на поверхности самого крупного спутника Сатурна — Титана, по координатам 66°18′ с. ш. 131°36′ в. д. / 66,3° с. ш. 131,6° в. д.. Лакуна (лат. lacuna) — похожее на озеро формация, которая при радарном зондировании имела слабое поглощение радиоволн, что говорит об её малой глубине, либо полном отсутствии жидкости.
Размер лакуны составляет 27 км. При помощи радара Кассини оно было обнаружено в 2007 году.
Названо в честь земного солончака Уюни, расположенного на территории Боливии.